# Uniformerede korps
Uniformerede korps er en fællesbetegnelse der benyttes i Danmark for spejdere samt organisationerne FDF og DUI Leg og Virke – friluftsorganisationer, der benytter eller tidligere har benyttet en uniform.
I Danmark findes der flere spejderkorps, som alle arbejder efter principperne i Verdensspejderorganisationen, der omhandler "Børn leder børn", "Learning by doing" og "patruljesystemet":
- Det Danske Spejderkorps (DDS – de blå spejdere) som er det største spejderkorps i Danmark. Opstået efter en sammenlægning af Det Danske Spejderkorps og Det Danske Pigespejderkorps i 1974. DDS optager medlemmer uanset køn, race eller religion. DDS opfordrer sine medlemmer til selv at tage stilling til egne holdninger, og respektere andres.
- KFUM-spejderne også kaldet de grønne spejdere. Optager drenge og piger. Tidligere har der været krav om medlemskab af folkekirken, hvilket ikke længere er gældende, men de arbejder efter et kristent livssyn.[1]
- De grønne pigespejdere. Optager kun piger. Der arbejdes efter et kristent livssyn.
- De gule spejdere som opstod som et udbrud fra Det Danske Spejderkorps. Optager medlemmer uanset køn, race eller religion.
- Baptist-spejderne som er tilknyttet Baptistkirken, og er for denne kirkes medlemmer.

De øvrige uniformerede korps er FDF samt DUI Leg og Virke.
FDF arbejder ud fra kristne værdier, og er tilknyttet den danske folkekirke.
DUI Leg og Virke er opstået som et udbrud fra FDF[kilde mangler] og er tilknyttet Arbejderbevægelsen.
FDF og DUI Leg og Virke arbejder efter andre principper, og er ikke en del af verdensspejderbevægelsen, selvom deres aktiviteter kan ligne spejdernes, men det væsentligste princip i spejderbevægelsen er "børn leder børn" hvilket FDF og DUI Leg og Virke har valgt ikke at passe ind i deres pædagogiske retning.
Forskellen mellem spejdere og de øvrige uniformerede korps er mest tydeligt i de pædagogiske retninger der danner grundlag for de enkelte korps. Der er imellem de enkelte spejderkorps også forskel på hvordan de pædagogiske holdninger tolkes og benyttes.
Den fælles betegnelse uniformerede korps benyttes derfor om denne fritidsbevægelse som ikke direkte omhandler idræt, men som er mere værdidannende. DUI Leg og Virke benytter ikke længere uniformer, og i de øvrige korps er uniformselementerne ofte reduceret til skjorte og/eller tørklæde.